# يانغ جيانغ
يانغ جيانغ (بالصينية: 楊絳) (17 يوليو 1911 - 25 مايو 2016)، كاتبة مسرحية ومترجمة ومؤلفة صينية، كتبت عدة أعمال كوميدية ناجحة. وكانت أول شخصية صينية تقوم بترجمة رواية دون كيخوتي للمؤلف ميغيل دي ثيربانتس إلى اللغة الصينية.

## روابط خارجية
- يانغ جيانغ على موقع IMDb (الإنجليزية)